# کوناژنه (شهرستان خوینیتسه)
کوناژنه (به لهستانی:  Konarzyny) یک روستا در لهستان است که در گمینا کوناژنه واقع شده‌است. کوناژنه ۵۲۳ نفر جمعیت دارد.